# Opopaea
Opopaea is een geslacht van spinnen in de familie van de dwergcelspinnen (Oonopidae). De wetenschappelijke naam van het geslacht voor het eerst geldig gepubliceerd in 1891 door Simon.
De soorten binnen het geslacht komen vooral voor in Afrika, Azië en Oceanië, en enkele in Amerika en Europa. In 2013 zijn er veel endemische soorten ontdekt in het land Madagaskar.

## Soorten
De volgende soorten zitten in het geslacht:
- Opopaea aculeata Baehr & Harvey, 2013
- Opopaea acuminata Baehr, 2013
- Opopaea addsae Baehr & Smith, 2013
- Opopaea alje Saaristo & Marusik, 2008
- Opopaea ameyi Baehr, 2013
- Opopaea amieu Baehr, 2013
- Opopaea andranomay Andriamalala & Hormiga, 2013
- Opopaea andringitra Andriamalala & Hormiga, 2013
- Opopaea ankarafantsika Andriamalala & Hormiga, 2013
- Opopaea ankarana Andriamalala & Hormiga, 2013
- Opopaea antoniae Baehr, 2011
- Opopaea antsalova Andriamalala & Hormiga, 2013
- Opopaea antsiranana Andriamalala & Hormiga, 2013
- Opopaea apicalis (Simon, 1893)
- Opopaea aurantiaca Baehr & Harvey, 2013
- Opopaea auriforma Tong & Li, 2015
- Opopaea banksi (Hickman, 1950)
- Opopaea batanguena Barrion & Litsinger, 1995
- Opopaea bemaraha Andriamalala & Hormiga, 2013
- Opopaea bemarivo Andriamalala & Hormiga, 2013
- Opopaea berenty Andriamalala & Hormiga, 2013
- Opopaea berlandi (Simon & Fage, 1922)
- Opopaea betioky Andriamalala & Hormiga, 2013
- Opopaea bicolor Baehr, 2013
- Opopaea billroth Baehr & Harvey, 2013
- Opopaea botswana Saaristo & Marusik, 2008
- Opopaea brisbanensis Baehr, 2013
- Opopaea broadwater Baehr, 2013
- Opopaea burwelli Baehr, 2013
- Opopaea bushblitz Baehr, 2013
- Opopaea calcaris Baehr, 2013
- Opopaea callani Baehr & Harvey, 2013
- Opopaea calona Chickering, 1969
- Opopaea carnarvon Baehr, 2013
- Opopaea carteri Baehr, 2013
- Opopaea chrisconwayi Baehr & Smith, 2013
- Opopaea chunglinchaoi Barrion, Barrion-Dupo & Heong, 2013
- Opopaea concolor (Blackwall, 1859)
- Opopaea conujaingensis (Xu, 1986)
- Opopaea cornuta Yin & Wang, 1984
- Opopaea cowra Baehr & Harvey, 2013
- Opopaea deserticola Simon, 1892
- Opopaea diaoluoshan Tong & Li, 2010
- Opopaea douglasi Baehr, 2013
- Opopaea durranti Baehr & Harvey, 2013
- Opopaea ectognophus Harvey & Edward, 2007
- Opopaea ephemera Baehr, 2013
- Opopaea exoculata Baehr & Harvey, 2013
- Opopaea fiji Baehr, 2013
- Opopaea fishriver Baehr, 2013
- Opopaea flabellata Tong & Li, 2015
- Opopaea flava Baehr & Harvey, 2013
- Opopaea foulpointe Andriamalala & Hormiga, 2013
- Opopaea foveolata Roewer, 1963
- Opopaea fragilis Baehr & Harvey, 2013
- Opopaea framenaui Baehr & Harvey, 2013
- Opopaea furcula Tong & Li, 2010
- Opopaea gabon Saaristo & Marusik, 2008
- Opopaea gaborone Saaristo & Marusik, 2008
- Opopaea gerstmeieri Baehr, 2013
- Opopaea gibbifera Tong & Li, 2008
- Opopaea gilliesi Baehr, 2013
- Opopaea goloboffi Baehr, 2013
- Opopaea gracilis Baehr & Harvey, 2013
- Opopaea gracillima Baehr & Harvey, 2013
- Opopaea harmsi Baehr & Harvey, 2013
- Opopaea hawaii Baehr, 2013
- Opopaea hoplites (Berland, 1914)
- Opopaea ita Ott, 2003
- Opopaea itampolo Andriamalala & Hormiga, 2013
- Opopaea johannae Baehr & Harvey, 2013
- Opopaea johardingae Baehr, 2013
- Opopaea jonesae Baehr, 2011
- Opopaea julianneae Baehr & Ott, 2013
- Opopaea kanpetlet Tong & Li, 2020
- Opopaea kirindy Andriamalala & Hormiga, 2013
- Opopaea kulczynskii (Berland, 1914)
- Opopaea lambkinae Baehr, 2013
- Opopaea lebretoni Baehr, 2013
- Opopaea leica Baehr, 2011
- Opopaea leichhardti Baehr, 2013
- Opopaea lemniscata Tong & Li, 2013
- Opopaea linea Baehr, 2013
- Opopaea lingua Saaristo, 2007
- Opopaea macula Tong & Li, 2015
- Opopaea magna Baehr, 2013
- Opopaea mahafaly Andriamalala & Hormiga, 2013
- Opopaea makadara Tong & Li, 2019
- Opopaea manderano Andriamalala & Hormiga, 2013
- Opopaea mangun Tong & Li, 2024
- Opopaea manongarivo Andriamalala & Hormiga, 2013
- Opopaea marangaroo Baehr & Harvey, 2013
- Opopaea margaretehoffmannae Baehr & Smith, 2013
- Opopaea margaritae (Denis, 1947)
- Opopaea maroantsetra Andriamalala & Hormiga, 2013
- Opopaea martini Baehr, 2013
- Opopaea mattica Simon, 1893
- Opopaea mcleani Baehr, 2013
- Opopaea media Song & Xu, 1984
- Opopaea meditata Gertsch & Davis, 1936
- Opopaea michaeli Baehr & Smith, 2013
- Opopaea millbrook Baehr, 2013
- Opopaea milledgei Baehr, 2013
- Opopaea millstream Baehr & Harvey, 2013
- Opopaea mollis (Simon, 1907)
- Opopaea monteithi Baehr, 2013
- Opopaea mundy Baehr, 2013
- Opopaea nadineae Baehr & Harvey, 2013
- Opopaea namoroka Andriamalala & Hormiga, 2013
- Opopaea ndoua Baehr, 2013
- Opopaea ngangao Tong & Li, 2019
- Opopaea ngulia Tong & Li, 2019
- Opopaea nibasa Saaristo & van Harten, 2006
- Opopaea nitens Baehr, 2013
- Opopaea olivernashi Baehr, 2011
- Opopaea ottoi Baehr, 2013
- Opopaea palau Baehr, 2013
- Opopaea pallida Baehr & Harvey, 2013
- Opopaea pannawonica Baehr & Ott, 2013
- Opopaea phineus Harvey & Edward, 2007
- Opopaea pilbara Baehr & Ott, 2013
- Opopaea plana Baehr, 2013
- Opopaea platnicki Baehr, 2013
- Opopaea plumula Yin & Wang, 1984
- Opopaea preecei Baehr, 2013
- Opopaea probosciella Saaristo, 2001
- Opopaea proserpine Baehr, 2013
- Opopaea punctata (O. Pickard-Cambridge, 1872)
- Opopaea raveni Baehr, 2013
- Opopaea rigidula Tong & Li, 2015
- Opopaea rixi Baehr & Harvey, 2013
- Opopaea robusta Baehr & Ott, 2013
- Opopaea rogerkitchingi Baehr, 2011
- Opopaea rugosa Baehr & Ott, 2013
- Opopaea saaristoi Wunderlich, 2011
- Opopaea sallami Saaristo & van Harten, 2006
- Opopaea sanaa Saaristo & van Harten, 2006
- Opopaea sandranantitra Andriamalala & Hormiga, 2013
- Opopaea santschii Brignoli, 1974
- Opopaea sanya Tong & Li, 2010
- Opopaea sauteri Brignoli, 1974
- Opopaea semilunata Tong & Li, 2015
- Opopaea shanasi Saaristo, 2007
- Opopaea sheldrick Tong & Li, 2019
- Opopaea silhouettei (Benoit, 1979)
- Opopaea simoni (Berland, 1914)
- Opopaea simplex Baehr, 2013
- Opopaea sown Baehr, 2011
- Opopaea speciosa (Lawrence, 1952)
- Opopaea speighti Baehr, 2011
- Opopaea spinosa Saaristo & van Harten, 2006
- Opopaea spinosiscorona Ranasinghe & Benjamin, 2018
- Opopaea sponsa Brignoli, 1978
- Opopaea stanisici Baehr, 2013
- Opopaea stevensi Baehr, 2013
- Opopaea striata Baehr, 2013
- Opopaea sturt Baehr, 2013
- Opopaea subtilis Baehr & Harvey, 2013
- Opopaea sudan Saaristo & Marusik, 2008
- Opopaea suelewisae Baehr & Smith, 2013
- Opopaea suspecta Saaristo, 2002
- Opopaea syarakui (Komatsu, 1967)
- Opopaea sylvestrella Baehr & Smith, 2013
- Opopaea taibao Tong & Yang, 2024
- Opopaea tenuis Baehr, 2013
- Opopaea torotorofotsy Andriamalala & Hormiga, 2013
- Opopaea touho Baehr, 2013
- Opopaea triangularis Baehr & Harvey, 2013
- Opopaea tsimaloto Andriamalala & Hormiga, 2013
- Opopaea tsimbazaza Andriamalala & Hormiga, 2013
- Opopaea tsimembo Andriamalala & Hormiga, 2013
- Opopaea tsingy Andriamalala & Hormiga, 2013
- Opopaea tsinjoriaky Andriamalala & Hormiga, 2013
- Opopaea tuberculata Baehr, 2013
- Opopaea tumida Tong & Li, 2013
- Opopaea ulrichi Baehr, 2013
- Opopaea ursulae Baehr, 2013
- Opopaea viamao Ott, 2003
- Opopaea vitrispina Tong & Li, 2010
- Opopaea vohibazaha Andriamalala & Hormiga, 2013
- Opopaea wenshan Tong & Zhang, 2024
- Opopaea wheelarra Baehr & Ott, 2013
- Opopaea whim Baehr & Harvey, 2013
- Opopaea wongalara Baehr, 2013
- Opopaea wundanyi Tong & Li, 2019
- Opopaea yorki Baehr, 2013
- Opopaea yuhuang Tong & Li, 2024
- Opopaea yukii Baehr, 2011
- Opopaea zhengi Tong & Li, 2015
- Opopaea zhigangi Tong & Li, 2020